# PA-475
A  PA-475 é uma rodovia brasileira do estado do Pará, que possui 250 km de extensão, ligando as localidades entre Goianésia do Pará e a vila da Colônia Velha (em Abaetetuba).
Essa estrada tem seu início na altura do km 25 da PA-151; intercepta a na altura do km 30 a PA-252; intercepta a na altura do km 80 a PA-256; intercepta a na altura do km 205 a PA-263 (torna-se trecho concomitante por 18 km); e tem seu limite sul no entroncamento rodoviário da PA-263 e da rodovia Paulo Fonteles na sede municipal de Goianésia do Pará.
Está localizada nas regiões nordeste e sudeste do estado, atendendo aos municípios de Abaetetuba, Moju, Tailândia, Tucuruí e Goianésia do Pará. É, juntamente com a rodovia Paulo Fonteles, uma das estradas-tronco do Pará.